# Jean Marie Auel
Jean Marie Auel  (/ˈdʒiːn məˈriː ˈaʊl/), registrada al nacer como Jean Marie Untinen (Chicago, Illinois, 18 de febrero de 1936), es una escritora estadounidense, conocida por su saga Los hijos de la tierra, una serie de novelas que transcurren en la Europa prehistórica, en las que explora la posible interacción entre los hombres de Cromañón y los de Neanderthal. Sus libros han vendido más de 45 millones de ejemplares en todo el mundo y han sido traducidos a varios idiomas.[cita requerida]
Casada y madre de cinco hijos, reside en Portland (Oregón, Estados Unidos).[cita requerida]

## Biografía
Nacida Jean Marie Untinen el 18 de febrero de 1936 en Chicago (Illinois, Estados Unidos). De ascendencia finlandesa, es la segunda de los cinco hijos de Neil Solomon Untinen, un pintor de casas, y Martha Wirtanen.
El 19 de marzo de 1954, a los 18 años, Jean M. se casó con Ray Bernard Auel. Para cuando cumplió los 25 años ya había tenido cinco hijos: RaeAnn, Karen, Lenore, Kendall y Marshall. La familia reside en Portland, Oregón.
En 1964, se unió a la organización Mensa. Trabajando para pagarse los estudios, asistió a la Portland State University y a la Universidad de Portland. También recibió títulos honorarios de la Universidad de Maine y del Mt. Vernon College. Obtuvo su máster en 1976 a la edad de 40 años.
Tras finalizar su etapa universitaria, en 1977, comenzó sus investigaciones para escribir un libro ambientado en la Edad de Hielo. Además de pasar muchas horas en la biblioteca estudiando, tomó parte en cursos de supervivencia para aprender cómo construir un refugio de hielo y vivir la experiencia de habitar en uno de ellos. Aprendió también los métodos primitivos de hacer fuego, curtir el cuero y tallar piedra para hacer herramientas.
Finalmente decidió que en vez de un libro escribiría una saga. El primero de los libros, El clan del oso cavernario, publicado en 1980, fue un auténtico éxito. El libro tenía como protagonista a Ayla, una niña Cromañón que queda huérfana tras un terremoto y es recogida por un grupo de hombres de Neanderthal. Cada uno de sus siguientes libros fue concebido como una continuación del precedente; sin embargo, el tiempo de publicación entre los distintos volúmenes ha demorado hasta doce años.
Después del éxito de ventas de su primer libro, Auel tuvo la oportunidad de realizar distintos viajes a los sitios prehistóricos sobre los cuales había escrito y encontrarse con aquellos expertos cuyos libros le sirvieron de documentación. Sus investigaciones la llevaron por gran parte de Europa, desde Francia hasta Ucrania.
La saga se compone de seis libros: El clan del oso cavernario, El valle de los caballos, Los cazadores de mamuts, Las llanuras del tránsito, Los refugios de piedra y La tierra de las cuevas pintadas. Para este último, la autora se documentó principalmente en cuevas y emplazamientos prehistóricos de Francia (Gorge d'Enfer, la Gruta de Trois Frères, las Grutas de Gargas, la Cueva de Chauvet, entre otras), así como de España (Altamira en Cantabria, yacimiento de Abric Romaní en Barcelona, Ekain en Deva (Guipúzcoa), Atapuerca en Burgos y de Portugal (Abrigo do Lagar Velho)[cita requerida]. Para documentarse sobre los últimos neandertales que habitaron la península ibérica hasta su extinción, hace 25 000 años, ha visitado yacimientos prehistóricos y diversas cuevas en Málaga, Gibraltar, Ceuta y Asturias, así como en Portugal. El sexto y último volumen de la serie se publicó en marzo de 2011.
La crítica ha llegado a calificar como “un pequeño milagro” su trabajo para describir detalladamente una sociedad de la Edad de Hielo, incluyendo temas tales como la interacción con el medio ambiente, las relaciones humanas, los ritos religiosos y el comercio. Un mensaje común a todos sus libros es no dar las cosas por sentado, como, por ejemplo, los abundantes pero limitados recursos de la Tierra. Sobre todo, refuerza el hecho de que la gente que vivió hace 20 000 años era tan inteligente, creativa y humana como cualquier persona actual. 
Recientes estudios genéticos darían verosimilitud a la novela de la escritora, pues indican que los europeos y asiáticos modernos comparten hasta un 4% del genoma con los neandertales; a pesar de que las evidencias fósiles son escasas, supone la existencia de al menos algunos episodios de entrecruzamiento entre homínidos del Pleistoceno.

## Obras

### SerieLos hijos de la tierra
- El clan del oso cavernario (The Clan of the Cave Bear, 1980)
- El valle de los caballos (The Valley of Horses, 1982)
- Los cazadores de mamuts (The Mammoth Hunters, 1985)
- Las llanuras del tránsito (The Plains of Passage, 1990)
- Los refugios de piedra (The Shelters of Stone, 2002)
- La tierra de las cuevas pintadas (The Land of Painted Caves, 2011)

## Enlaces
- Página oficial de Jean M. Auel (Inglés)

- Datos: Q229996